# Microdon simplicicornis
Microdon simplicicornis är en tvåvingeart som beskrevs av de Meijere 1908. Microdon simplicicornis ingår i släktet myrblomflugor, och familjen blomflugor. Inga underarter finns listade i Catalogue of Life.